# Бритчер, Саммер
Саммер Бритчер (англ. Summer Britcher, 21 марта 1994, Балтимор) — американская саночница. Призёр чемпионатов мира. Призёр этапов Кубка мира сезона 2018/2019 года. Член сборной США по санному спорту. Чемпионка первых юношеских зимних Олимпийских игр 2012 года в командных соревнованиях.

## Биография
Она начала соревноваться за национальную команду в различных молодёжных состязаниях. Одержала победу в командном зачете в первых зимних Олимпийских юношеских играх в Инсбруке 2012 года, там же заняла пятое место в одиночных заездах. Завоевала серебряную медаль на юношеском чемпионате мира, в командном зачете в Иглсе в 2014 году. Она также выиграла Кубок мира среди молодежи в 2009/10 и 2010/11 годах.
На мировом уровне она дебютировала в Кубке мира в сезоне 2014/15. Выиграла первый подиум 5 декабря 2015 года в одиночных заездах в Лейк-Плэсиде и первую победу одержала 11 декабря того же года в Парк-Сити. В общем зачете лучшим результатом стало третье место в сезоне 2017/18 года.
Она принимала участие в двух Зимних Олимпийских играх: в Сочи 2014 году, где заняла итоговую пятнадцатую позицию в личном зачете, и в Пхёнчхане в 2018 году, где финишировала на девятнадцатом месте в одиночном и четвёртом месте в составе сборной США в командном зачете. При этом в одиночках во втором заезде показала лучшее время, но неудачное выступление в других попытках не позволили Саммер занять высокое место.
На тихоокеанско-американском чемпионате она выиграла две серебряные медали (в Калгари-2016 и в Лейк-Плэсиде в 2019 году ) и столько же бронзовых медалей (в Лейк-Плэсиде в 2015 году и в Калгари-2018).
На этапах Кубка мира 2018/2019 года, Саммер, дважды поднималась на подиум. В спринтерской гонке в Лейк-Плэсиде и в одиночных заездах в Кёнигсзее.
В первом спуске сезона 2019/2020 года, в Инсбруке, Саммер финишировала со вторым результатом, уступив только россиянке Татьяне Ивановой.